# Зак Богосян
Зак Богося́н (англ. Zach Bogosian, вірм. Զաքարի Մ. Պողոսյան; нар. 15 липня 1990, Массіна) — американський хокеїст, захисник клубу НХЛ «Тампа-Бей Лайтнінг». Гравець збірної команди США.
Перший гравець НХЛ вірменського походження.
Володар Кубка Стенлі.

## Ігрова кар'єра

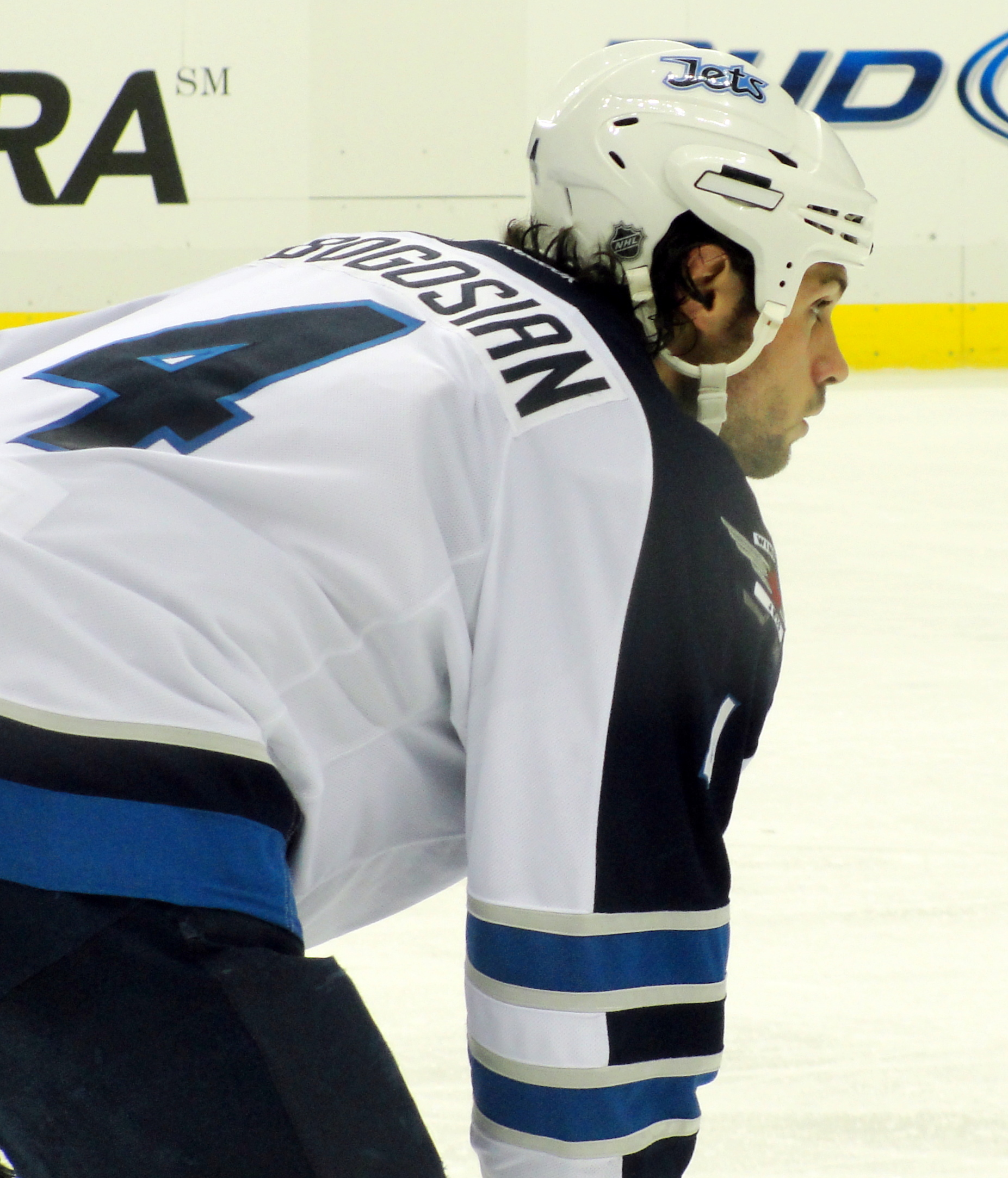
Богосян у 2012.

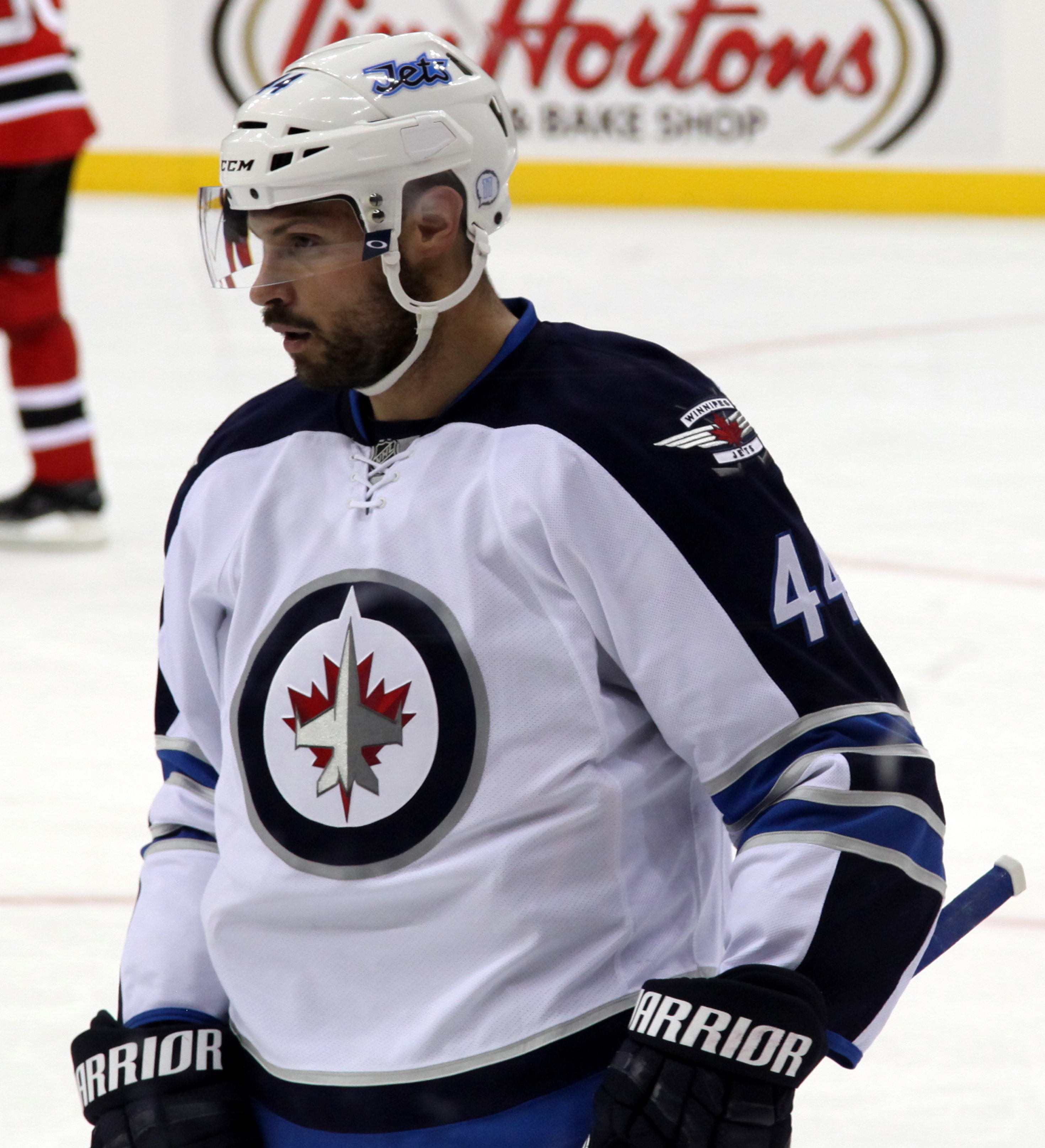
Богосян у жовтні 2014.

Хокейну кар'єру розпочав 2005 року в Академії Пінгвінс, де його тренером був колишній гравець НХЛ Рей Бурк. Зак переважно виступав у третій ланці. На драфті ОХЛ був обраний клубом «Пітерборо Пітс». За підсумками першого сезону Богосян увійшов до другої команди всіх зірок. У другому сезоні 2007/08 Зак брав участь у матчі всіх зірок Канадської хокейної ліги. Також номінувався на Трофей Реда Тілсона.
2008 року був обраний на драфті НХЛ під 3-м загальним номером командою «Атланта Трешерс». 
У липні 2008, після перебування в таборі «Трешерс» Зак забезпечив місце в основному складі. 4 вересня 2008, укладає трирічний контракт початкового рівня на суму $2,625 мільйонів доларів. 10 жовтня дебютує в матчі проти «Вашингтон Кепіталс» та став наймолодшим гравцем «Трешерс», 18 років та 87 днів побивши рекорд, що належав Іллі Ковальчуку (18 років 172 дні). Через двадцять чотири секунди після появи на майданчику він заробив перші дві хвилини штрафу, а пізніше відзначився ще і бійкою з тафгаєм «столичних» Дональд Браширом. 28 жовтня в матчі проти «Філадельфія Флайєрз» Богосян отримав невелике ушкодження ноги, через що був відправлений до фарм-клубу «Чикаго Вулвс», де і закинув сою першу шайбу. У січня 2009 повернувся до Атланти. 17 січня 2009, Зак закидає першу шайбу і в НХЛ у ворота Пекка Рінне («Нашвілл Предаторс»). У першому сезоні в НХЛ, Зак загалом провів 47 матчів та набрав 19 очок.
У сезоні 2009/10 Богосяну дошкуляла травма лівої руки, але між тим у перших 17 матчах він закинув вісім шайб у ворота суперників. правда в наступних 64 іграх Зак відзначився лише двічі якраз через недоліковану травму руки. Пропустивши лише один матч проти «Фінікс Койотс» 14 березня 2010. Після наступного сезону 2010/11 права на «Атланта Трешерс» придбала канадська компанія і клуб перебазувався до Вінніпега. 14 вересня 2011, Зак уклав новий дворічний контракт вже з клубом «Вінніпег Джетс», на суму $5 мільйонів доларів.
У середині сезону 2014/15 Зака разом з партнером по клубу Евандером Кейном обміняли на двох грвців «Баффало Сейбрс» Тайлера Маєрса та Дрю Стаффорда.
23 лютого 2020 року як вільний агент підписав річний контракт з «Тампа-Бей Лайтнінг». 3 серпня цього ж року Зак провів свою першу гру в плей-оф, а вже 28 вересня став володарем Кубка Стенлі.

## Збірна
У складі національної збірної США учасник чемпіонату світу 2009.

## Нагороди та досягнення
- Володар Кубка Стенлі в складі «Тампа-Бей Лайтнінг» — 2020.

## Сім'я
Його прадід емігрував із Західної Вірменії 1923, рятуючись від геноциду вірмен на територіях, контрольованих владою Османської імперії.
Зак у дворічному віці почав кататись на ковзанах. У нього двоє старших братів. Аарон був хокеїстом університетської команди, а також виступав за клуб «Спрингфілд Фелконс» (АХЛ). Айк виступав за університетську команду з американського футболу, а згодом виступав у складі «Нью-Йорк Джаєнтс» (НФЛ). Айк разом з братом має власний бізнес з чищення килимів у Массіні.
Зак одружений з Б'янкою Д'Агостіно, колишньою гравчинею футбольного клубу «Бостон Брікерс».

## Статистика

### Клубні виступи
| Сезон        | Клуб                 | Ліга         | Регулярний сезон | Регулярний сезон | Регулярний сезон | Регулярний сезон | Регулярний сезон | Плей-оф | Плей-оф | Плей-оф | Плей-оф | Плей-оф |
| Сезон        | Клуб                 | Ліга         | І                | Г                | П                | О                | ШХ               | І       | Г       | П       | О       | ШХ      |
| ------------ | -------------------- | ------------ | ---------------- | ---------------- | ---------------- | ---------------- | ---------------- | ------- | ------- | ------- | ------- | ------- |
| 2005–06      | Академія Пінгвінс    | HS-MA        | 36               | 1                | 16               | 17               | —                | —       | —       | —       | —       | —       |
| 2006–07      | «Пітерборо Пітс»     | ОХЛ          | 67               | 7                | 26               | 33               | 63               | —       | —       | —       | —       | —       |
| 2007–08      | «Пітерборо Пітс»     | ОХЛ          | 60               | 11               | 50               | 61               | 72               | 5       | 0       | 3       | 3       | 8       |
| 2008–09      | «Атланта Трешерс»    | НХЛ          | 47               | 9                | 10               | 19               | 47               | —       | —       | —       | —       | —       |
| 2008–09      | «Чикаго Вулвс»       | АХЛ          | 5                | 1                | 0                | 1                | 0                | —       | —       | —       | —       | —       |
| 2009–10      | «Атланта Трешерс»    | НХЛ          | 81               | 10               | 13               | 23               | 61               | —       | —       | —       | —       | —       |
| 2010–11      | «Атланта Трешерс»    | НХЛ          | 71               | 5                | 12               | 17               | 29               | —       | —       | —       | —       | —       |
| 2011–12      | «Вінніпег Джетс»     | НХЛ          | 65               | 5                | 25               | 30               | 71               | —       | —       | —       | —       | —       |
| 2012–13      | «Вінніпег Джетс»     | НХЛ          | 33               | 5                | 9                | 14               | 29               | —       | —       | —       | —       | —       |
| 2013–14      | «Вінніпег Джетс»     | НХЛ          | 55               | 3                | 8                | 11               | 48               | —       | —       | —       | —       | —       |
| 2014–15      | «Вінніпег Джетс»     | НХЛ          | 41               | 3                | 10               | 13               | 40               | —       | —       | —       | —       | —       |
| 2014–15      | «Баффало Сейбрс»     | НХЛ          | 21               | 0                | 7                | 7                | 38               | —       | —       | —       | —       | —       |
| 2015–16      | «Баффало Сейбрс»     | НХЛ          | 64               | 7                | 17               | 24               | 68               | —       | —       | —       | —       | —       |
| 2016–17      | «Баффало Сейбрс»     | НХЛ          | 56               | 2                | 9                | 11               | 46               | —       | —       | —       | —       | —       |
| 2017–18      | «Баффало Сейбрс»     | НХЛ          | 18               | 0                | 1                | 1                | 20               | —       | —       | —       | —       | —       |
| 2018–19      | «Баффало Сейбрс»     | НХЛ          | 65               | 3                | 16               | 19               | 52               | —       | —       | —       | —       | —       |
| 2019–20      | «Баффало Сейбрс»     | НХЛ          | 19               | 1                | 4                | 5                | 10               | —       | —       | —       | —       | —       |
| 2019–20      | «Тампа-Бей Лайтнінг» | НХЛ          | 8                | 0                | 2                | 2                | 12               | 20      | 0       | 4       | 4       | 12      |
| 2020–21      | «Торонто Мейпл Ліфс» | НХЛ          | 45               | 0                | 4                | 4                | 49               | 7       | 0       | 1       | 1       | 0       |
| 2021–22      | «Тампа-Бей Лайтнінг» | НХЛ          | 48               | 3                | 5                | 8                | 53               | 22      | 0       | 3       | 3       | 4       |
| 2022–23      | «Тампа-Бей Лайтнінг» | НХЛ          | 46               | 1                | 4                | 5                | 42               | 5       | 0       | 1       | 1       | 7       |
| 2023–24      | «Тампа-Бей Лайтнінг» | НХЛ          | 4                | 0                | 0                | 0                | 0                | —       | —       | —       | —       | —       |
| Усього в НХЛ | Усього в НХЛ         | Усього в НХЛ | 787              | 57               | 156              | 213              | 715              | 54      | 0       | 9       | 9       | 23      |

### Збірна
| Рік                | Команда            | Турнір             | Місце              | І | Г | П | О | ШХ |
| ------------------ | ------------------ | ------------------ | ------------------ | - | - | - | - | -- |
| 2009               | США                | ЧС                 | 4-е                | 9 | 0 | 1 | 1 | 2  |
| Національна збірна | Національна збірна | Національна збірна | Національна збірна | 9 | 0 | 1 | 1 | 2  |